# Punktladung
Eine Punktladung ist eine punktförmige elektrische Ladung, also eine Ladung ohne jede räumliche Ausdehnung. Diese Idealisierung wird in der Elektrostatik dazu genutzt, um die grundlegenden Wechselwirkungen zwischen elektrischen Ladungsträgern zu beschreiben. Punktladungen erzeugen wie ausgedehnte Ladungen elektrische Felder, so dass zwischen ihnen eine elektrostatische Kraft wirkt. Lösungen für Feldgleichungen mit Punktladungen werden als Vakuumlösungen bezeichnet. Sie finden Anwendung im Punktladungsmodell.
Punktladungen sind meist eine Vereinfachung des realen Sachverhalts. Makroskopische Körper stellen niemals eine Punktladung dar, sondern ihre Ladung verteilt sich über den Körper bzw. bei Leitern auf ihrer Oberfläche. In vielen Fällen können sie aber mathematisch als Punktladungen genähert werden. Auch Objekte auf atomarer Ebene sind meistens keine Punktladungen, so beispielsweise das Proton. Man geht aber davon aus, dass es sich beim Elektron tatsächlich um ein Teilchen handelt, das punktförmige Masse und Ladung besitzt. Gleiches gilt für die anderen Leptonen und für Quarks.